# Janet Moreau
Pour les articles homonymes, voir Moreau.
Janet Teresa Moreau (née le 26 octobre 1927 à Pawtucket et morte le 30 juin 2021) est une athlète américaine spécialiste du 100 mètres.
Elle remporte en 1951 la médaille d'or du relais 4 × 100 m des premiers Jeux panaméricains tenus à Buenos Aires. Sélectionnée dès l'année suivante pour les Jeux olympiques d'Helsinki, Janet Moreau s'adjuge le titre du 4 × 100 m aux côtés de ses compatriotes Mae Faggs, Barbara Jones et Catherine Hardy. L'équipe américaine établit un nouveau record du monde de la discipline en 45 s 9 et devance finalement l'Allemagne et le Royaume-Uni.
Son record personnel sur 100 m est de 12 s 0 (1952).

## Palmarès
| Date | Compétition        | Lieu         | Place | Discipline |
| ---- | ------------------ | ------------ | ----- | ---------- |
| 1951 | Jeux panaméricains | Buenos Aires | 1re   | 4 × 100 m  |
| 1952 | Jeux olympiques    | Helsinki     | 1re   | 4 × 100 m  |